# Метастазис (Ксенакіс)
Метастазис (грец. Μεταστάσεις; фр. Metastasis) — оркестрова п'єса для 61 музиканта Янніса Ксенакіса, перша велика робота композитора, написана в 1953–54 після навчання у Олів'є Мессієна. Тривалість — 7 хвилин. Прем'єра твору відбулася на фестивалі в Донауешингені 1955 року під диригуванням Ганса Росбо. Ця робота спочатку була частиною трилогії Я. Ксенакіса під назвою Anastenaria (разом із процесією aux eaux claires і Sacrifice), але була відокремлена для окремого виконання.
«Метастазис» написано для оркестру з 61 виконавця (12 духових, 3 виконавці на ударних, що грають на 7 інструментах, 46 струнних), причому жоден з виконавців не грає одну й ту саму партію. Він був написаний із використанням техніки звукової маси, при якій кожен гравець відповідає за виконання гліссанді на різній висоті звука і в різні фрагменти часу. У творі переважають струнні, які відкривають його в унісон і надалі розділяються на 46 окремих частин.
На музику Metastaseis Я. Ксенакіса та Pithoprakta по Джорджа Баланчина поставлено балет, прем'єра якого відбулася 18 січня 1968 року в Нью-Йоркському театрі балету разом із Сюзанною Фаррелл та Артуром Мітчеллом.

## Назва
Грецька назва Μεταστάσεις транслітерувалась композитором французькою мовою як Les Métastassis, Métastassis або Les Métastaseis, правильною вважають Metastasis.
«Мета» (після чи пізніше) і «стазис» (нерухомість) відображають діалектичний контраст між рухом чи зміною та неспрямованістю. Згідно з власним описом композитора, «Мета = після» та «стазис = стан» зупинок є діалектичним переходом від класичної музики (включно з серійною) до «формалізованої».

## Аналіз
Естетика «Метастазису» поєднує ейнштейнівський погляд на час, пам'ять автора про звуки пережитої війни, математичних ідей Ле Корбюзьє та вчення О. Мессіана про незворотні ритми. Музична фактура твору порівнюється зі звуковим простором війни, в якому неможливо виділити окремі постріли, проте в цілому звук стрілянини чітко ідентифікується. Конкретна послідовність пострілів при цьому не має значення: окремі гармати могли стріляти зовсім за іншою схемою, ніж насправді, але на загальну звукову картину це не впливало би.
На відміну від поглядів І. Ньютона, згідно з якими час тече лінійно, Ейнштейн розглядав час як функцію речовини та енергії; зміна однієї з цих величин спричиняла до зміни часу. Ксенакіс намагався втілити цю ідею у своїй музиці. У той час як більшість традиційних композицій використовують незмінний темп, музичний розмір та довжину фрази, у «Метастазах» інтенсивність, теситура та щільність нотного тексту зазнає змін подібно до маси та енергії. Ці зміни стають формотворчим чинником: перша і третя частини твору не мають мелодичних тем чи мотивів, їхній розвиток обумовлений концептуалізацією часу.
Друга частина має мелодичний елемент. Використовується фрагмент дванадцятитонової послідовності, тривалість якого базується на послідовності Фібоначчі, однією з властивостей якої є послідовне наближення відношень між її сусідніми елементами до Золотого перетину. Ідея Золотого властива також архітектурним композиціям Я. Ксенакіса, зокрема архітектурі монастиря Ла Туретт.
Ксенакіс, досвідчений архітектор, бачив головну різницю між музикою та архітектурою в тому, що просторові композиції можна розглядати з усіх боків, натомість музику можна відчути лише з одного. Попередній ескіз для «Метастазису» був виконаний графічно, більше нагадуючи план, ніж музичну партитуру, відображаючи рух звукових мас та гліссанді, як структурні елементи твору, зі звуковисотністю на одній осі та часом на іншій. Фактично, ця конструкція в підсумку стала основою для павільйону Philips, який замість рівних поверхонь, мав гіперболічні параболоїди, подібні до звукових мас його творів. Проте на відміну від творів багатьох композиторів-авангардистів, в остаточному варіанті партитури Ксенакіс скрупульозно відобразив усі елементи музичної фактури в нотному тексті.